# Олимпийский стадион (Радес)
Олимпийский стадион (фр. Stade olympique de Radès, араб. الملعب الأولمب برادس‎) — многофункциональный стадион в Радесе, близ Туниса. Вмещает 65 000 человек. Домашний стадион национальной сборной Туниса по футболу. Сертификат ИААФ первой степени позволяет проводить международные легкоатлетические старты высшего уровня. До 2011 года носил название «7 ноября».
В 2011 году в результате волнений в Тунисе стадион был переименован сначала в стадион «14 января» (фр. Stade du 14-Janvier), а затем в Олимпийский стадион.
В сентябре 2020 года олимпийскому стадиону было присвоено имя Хаммади Агреби.